# Thuso Mbedu
Thuso Mbedu, née le 8 juillet 1991, est une actrice sud-africaine. 

## Biographie
Thuso Nokwanda Mbedu naît en 1991 et grandit à Pelham, un quartier de Pietermaritzburg, dans le KwaZulu-Natal  Elle est élevée par sa grand-mère qui est son tuteur légal après le décès de ses deux parents à un âge précoce. À dix-huit ans, elle entre à l'Université du Witwatersrand (Wits), où elle étudie l’art dramatique et la gestion des arts du spectacle. En 2012, elle fréquente le Stella Adler Studio of Acting à New York, aux États-Unis.
À partir de 2014, elle obtient des rôles dans différentes séries  télévisées sud-africaines. 
Après avoir connu le chômage pendant six mois, elle décroche  son premier rôle principal à la télévision dans une série dramatique pour adolescents Is'thunzi de Mzansi Magic (en), dont la première a lieu en octobre 2016. Dans la série, elle joue le rôle de Winnie, une fonceuse insolente qui rêve d'épouser un joueur de rugby riche et célèbre, mais qui voit ses rêves anéantis lorsqu'elle doit aller vivre avec sa tante à Bergville, au KwaZulu-Natal. En septembre 2017, elle est nommée pour un International Emmy Awards dans la catégorie Meilleure performance d'une actrice pour ce rôle de Winnie dans cette série. Elle est la seule Africaine à être nommée cette année-là,.
Elle fait ses débuts internationaux avec le rôle principal d'une série historique d'Amazon Video, The Underground Railroad, basée sur le roman du même nom de Colson Whitehead. La série est réalisée et produite par Barry Jenkins,.
Puis elle obtient au cinéma l'un des rôles principaux du film The Woman King de Gina Prince-Bythewood, présenté en avant-première au festival international du film de Toronto 2022. Ce film romance, dans le cadre d'une superproduction holywodienne, les exploits des Amazones du Dahomey au royaume du Dahomey,.
En 2023, Thuso Mbedu devient l'ambassadrice et la porte-parole de L'Oréal pour l'Afrique subsaharienne,. En août 2023, Mbedu prête sa voix à une série d'animation, Castlevania: Nocturne, et à un récit fictionnel « The not-quite-redemption of South Africa's infamous ultra-marathon cheats » [La rédemption partielle des tricheurs de l'ultra-marathon sud-africain] sur Curio, une plateforme audio. En janvier 2025, Deadline indique que Thuso Mbedu est choisie pour jouer le rôle principal de Zélie dans un prochain film (annoncé pour 2027) de Paramount Pictures, Children of Blood and Bone, aux côtés de Viola Davis, Cynthia Erivo, Damson Idris, Amandla Stenberg, Idris Elba et Tosin Cole.

## Filmographie (sélection)
- 2021: The Underground Railroad - Saison 1
- 2022 : The Woman King de Gina Prince-Bythewood, Nawi
- depuis 2023 : Castlevania : Nocturne : Annette (voix)